# Eleni Lambiri
Eleni Lambiri (Atenes, Grècia, 9 de febrer de 1889 - 30 de març de 1960) fou una compositora i directora d'orquestra grega. Va ser la primera dona que va estudiar composició al Conservatori d'Atenes i per això es considera la «primera compositora grega».

## Vida i carrera
Va néixer a Atenes envoltada d'un entorn artístic. Filla del compositor Georgios Lambirisi (1833 - 8,9)enéta del conegut poeta satíric Andreas Laskaratos. Va estudiar teoria i composició amb Edoardo Sacerdote al Conservatori d'Atenesi s'hi, graà e ama medalla de bronze. Al cap de poc (1908), es va inscriure al Conservatori de Leipzigd (Des de l'1 d'octubre de 1908 fins a l'1 de juliol de 1911), on durant quatre anys va estar estudiant composició amb Max Reger i direcció amb Hans Schiedt.
Va tornar a Atenes, on va estrenar amb èxit la seva opereta To apokriatiko oneiro ('Un somni al Carnaval'), amb text de Gregorios Xenopoulos, amb la famosa companya Papaíoannou aT teatre Panellini,on aj Juny de 1913.
La seva segona opereta, Isolma, amb llibret propi, es va estrenar amb èxit a Milà el 1915. Aquesta opereta va ser enregistrada el 1958, amb Totis Karalivanos com a director d'orquestra i Spiros Kapsaskis com a director de cor. Des d'aleshores va treballar com a directora a Milà, però el 1925 va tornar a Grècia i es va instal·lar a Patras, on va exercir de directora del Conservatori, fins que es va retirar (1953). Durant aquest període, va escriure crítiques musicals per al diari local de Patras Neologos Patró. Va escriure nombrosos melodrames interpretats per Itàlia, una simfonia, un quartet de corda, una sonata per a piano, diverses cançons i una Ballade per a soprano i piano (1933, que es troba perduda).
Les seves operetes estan perdudes, però a la Ràdio Grega hi ha un enregistrament de diversos fragments de l'opereta Isolma. Juntament amb les seves cançons existents ens regala melodies fluides. En comparació amb altres compositors grecs del canvi de segle, demostra un alt grau de professionalitat i sensibilitat en el seu acostament a l'harmonia.

## Obres
Selecció d'obres:
- To apokriatiko oneiro ('Un somni al Carnaval') 1913, opereta[5]
- Isolma 1915, opereta[5]
- Balada per a soprano i piano, 1933 (perduda)
- String quartet a la Maison[6]
- Serenata per a flauta, violí i viola[6]
- Simfonia per a gran orquestra en si menor[6]
- Iratzi N, òpera amb llibret de L. Orsini[6]